# Федосово (Ярцевский район)
Федосово — деревня в Ярцевском районе Смоленской области России. Входит в состав Петровского сельского поселения. Население — 200 жителей (2007 год). 
Расположена в центральной части области в 1,5 км к юго-востоку от Ярцева, в 4 км южнее автодороги М1 «Беларусь», на берегу реки Ракита. В 2 км северо-западнее деревни расположена железнодорожная станция Милохово на линии Москва — Минск. 

## История
В годы Великой Отечественной войны деревня была оккупирована гитлеровскими войсками в июле 1941 года, освобождена в сентябре 1943 года.